# Центр смерти Хадамар

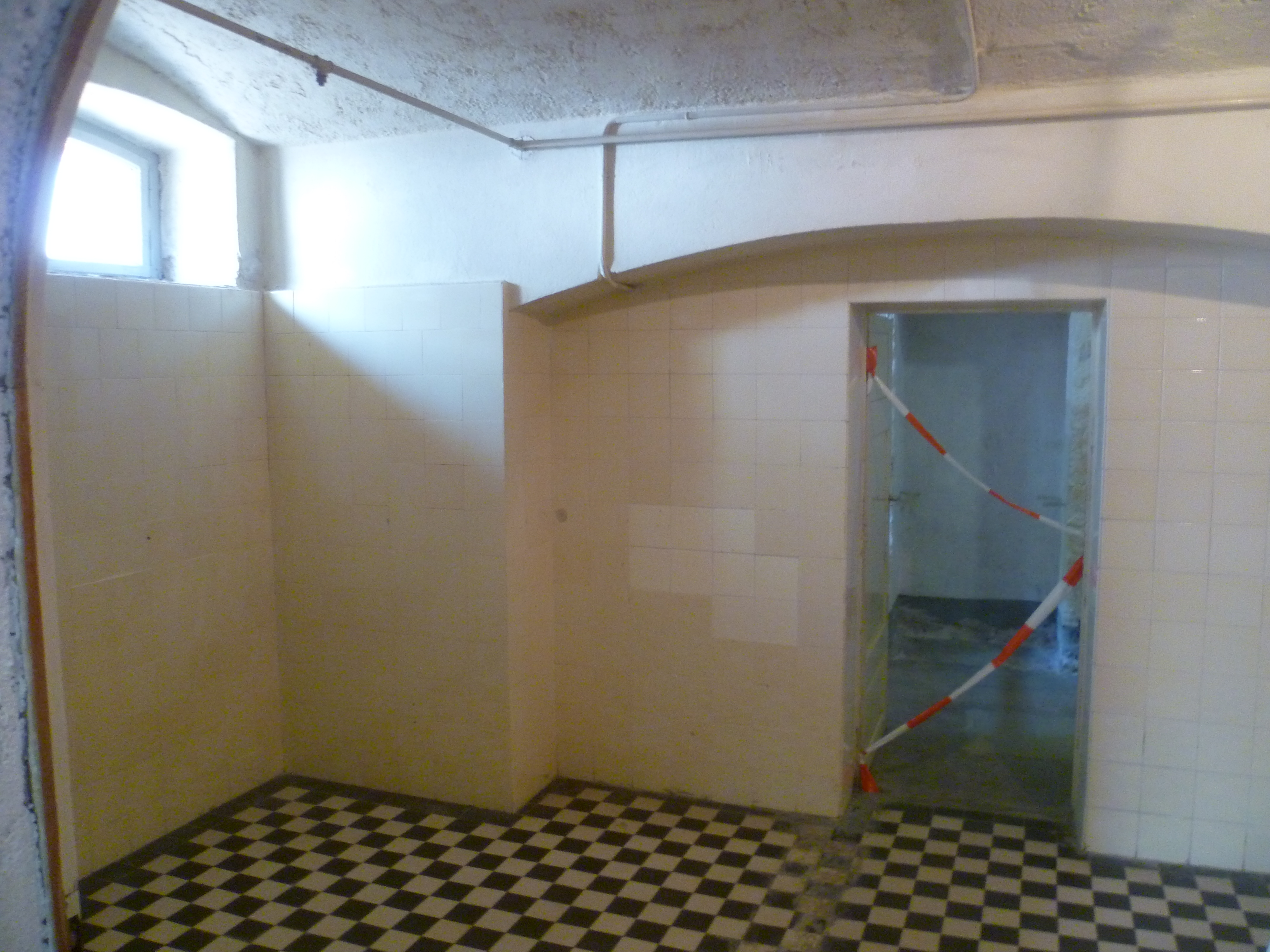
Газовая камера в больнице Хадамар

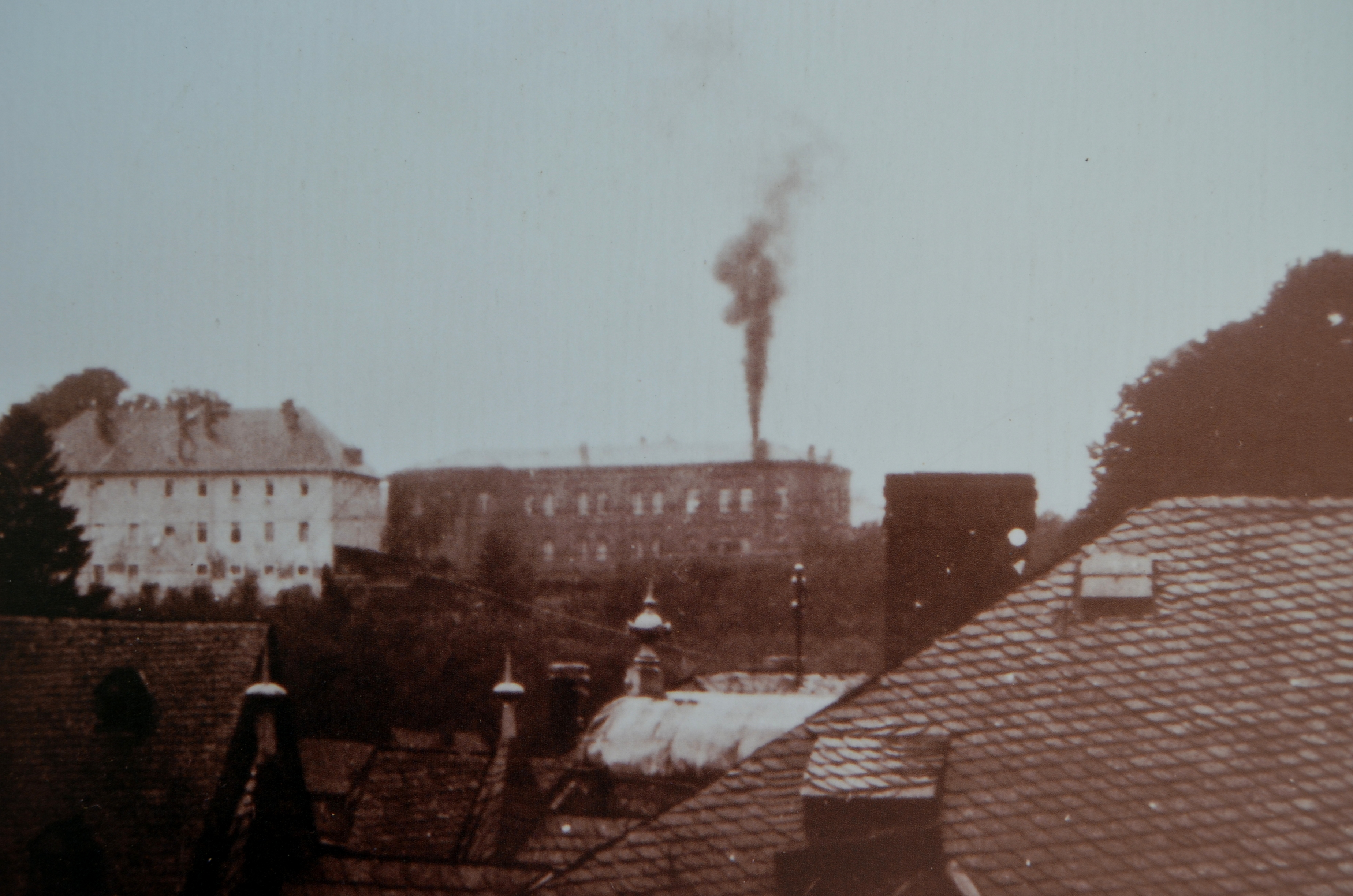
Дымоход крематория в больнице Хадамар

Центр смерти Хадамар (нем. NS-Tötungsanstalt Hadamar) — бывшее место убийства, один из семи центров нацистской программы принудительной эвтаназии, известной как программа «T-4». Центр смерти размещался в психиатрической больнице, расположенной в немецком городе Хадамар, недалеко от Лимбурга, в земле Гессен.
Начиная с 1939 года, нацисты использовали центр Хадамар для массовой стерилизации и массовых убийств «нежелательных» членов немецкого общества, особенно людей с физическими и умственными недостатками. Всего в семи объектах программы «Т-4» было убито около 200 000 человек, в том числе тысячи детей, что соответствовало нацистским представлениям о евгенике. Хотя официально программа завершилась в 1941 году, убийства продолжалась до капитуляции Германии в 1945 году и даже после. Около 15 000 граждан Германии были убиты непосредственно в центре Хадамар, большинство из них — в газовых камерах, а остальные — смертельными инъекциями и голодом. Так, в Гессене стоимость питания для пациентов составляла ниже 40 пфеннигов в день, что и стало приводить к их намеренной гибели. Кроме немцев, в Хадамаре были убиты сотни подневольных рабочих из Польши и других стран, оккупированных нацистами.
После войны Хадамар и его больница попали в зону американской оккупации.
С 8 по 15 октября 1945 года США в рамках юрисдикции в отношении преступлений, подпадающих под нормы международного права, провели судебный процесс над персоналом центра смерти в Хадамаре. В ходе этого первого за годы после Второй мировой войны судебного процесса по делу о массовых зверствах к ответственности были привлечены врачи и другой персонал по обвинению в убийстве граждан оккупированных Германией стран, а именно подневольных рабочих из Польши и других государств. За эти преступления осудили и казнили несколько человек. После того, как была восстановлена работа немецких судов, в 1946 году немцы привлекли к ответственности врача и медсестру больницы Хадамара, предъявив им обвинение в убийстве почти 15 000 немецких граждан. Оба были осуждены.
Больница продолжает работать. На её территории находится памятник жертвам массовых убийств, а также выставка, посвящённая нацистской программе «Т-4».

## История

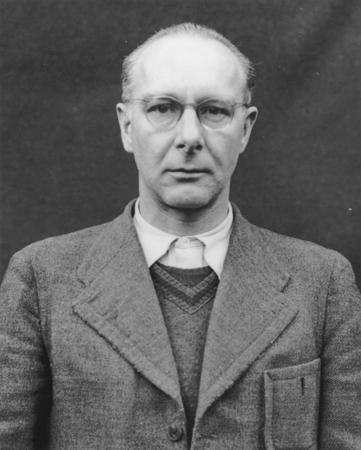
Виктор Брак, организатор программы Т4

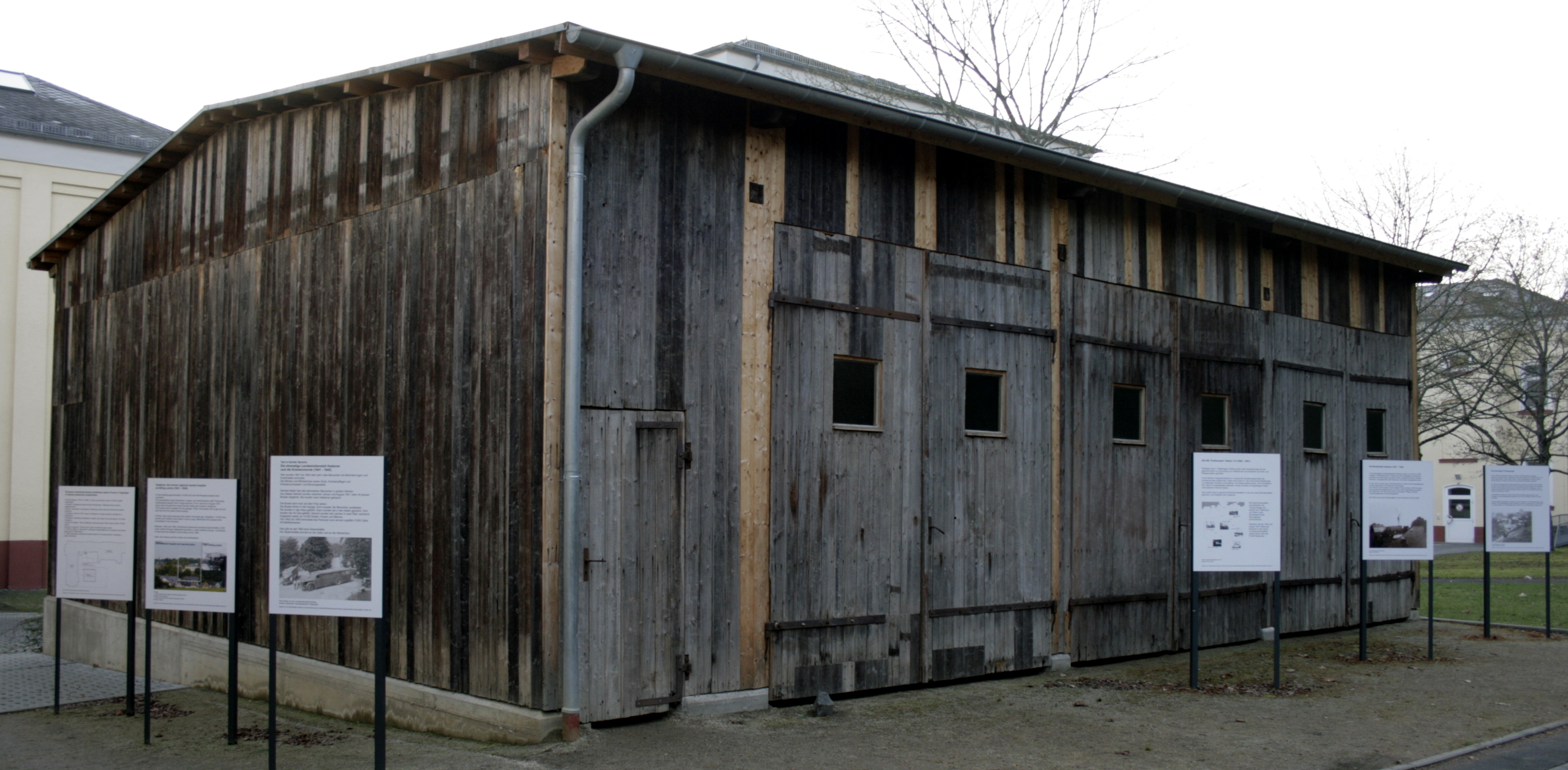
Гараж «Серых автобусов»

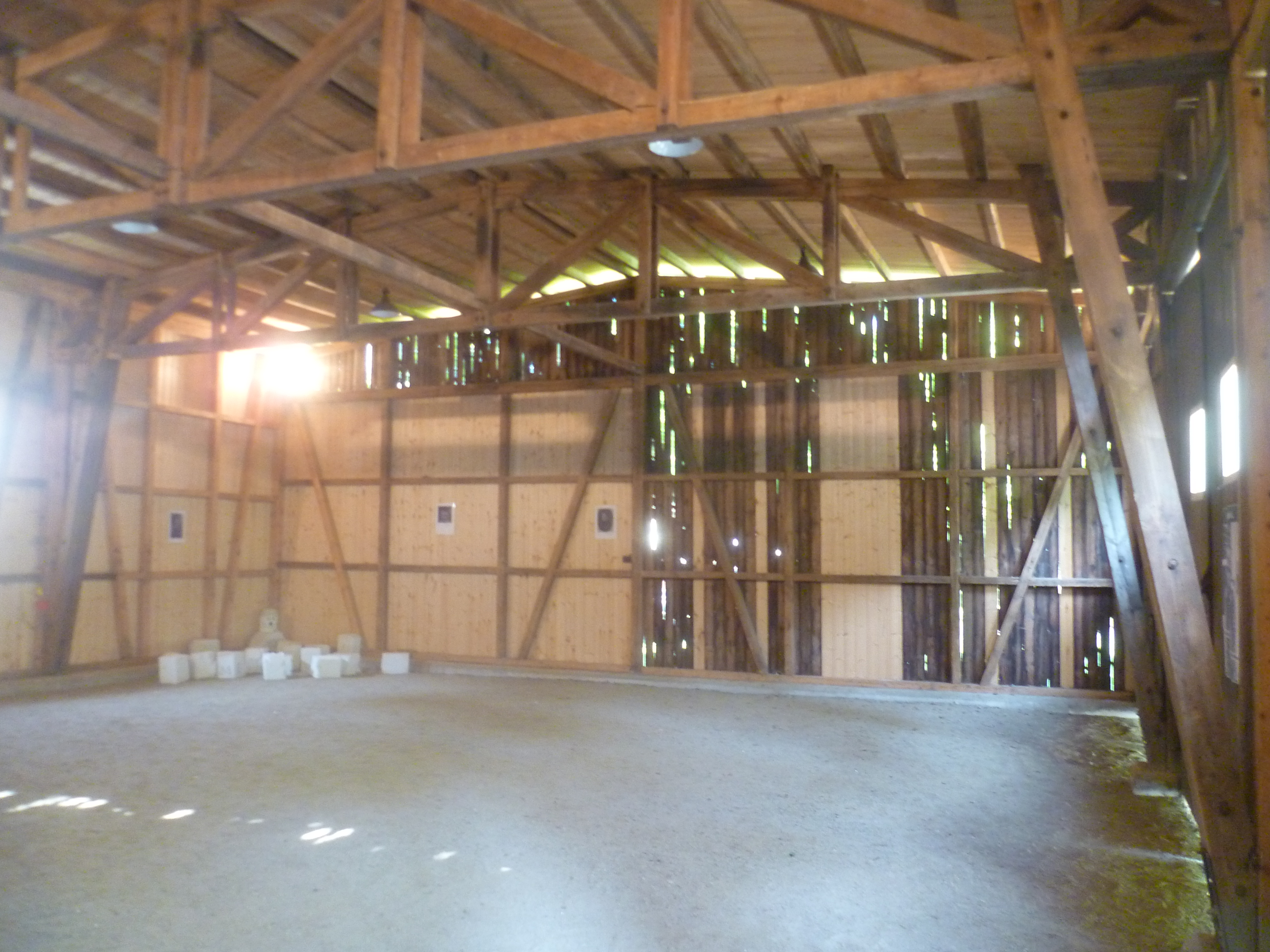
Интерьер автобусного гаража

С конца XIX века врачи и учёные разрабатывали гипотезы расовой чистоты, в основе которых лежала евгеника на базе социальной истории, биологии, антропологии и генетики. В 1927 году в Германии был основан Институт антропологии, наследственности человека и евгеники кайзера Вильгельма. Требования начала 1920-х годов по принятию закона о стерилизации и эвтаназии были отклонены немецкой общественностью, поскольку считалось, что позитивная евгеника больше отражает социальные потребности нации. Однако в 1933 году, после прихода к власти нацистов в Германии, была реализована нацистская программа евгеники, основанная на псевдонаучных расовых гипотезах 
Принятие нацистами в июле 1933 года «Закона о предотвращении наследственных заболеваний потомства» дало юридическую силу обязательной стерилизации людей с заболеваниями, которые считались наследственными (шизофрения и «слабоумие»). По оценкам, в период с 1933 по 1939 год по этому закону в Германии было стерилизовано 360 000 человек.

## Первая фаза программы «Т-4»
В конце 1939 года Гитлер лично издал приказ, разрешающий Филиппу Булеру и Карлу Брандту инициировать программу «эвтаназии», чтобы дать «неизлечимо больным» «смерть из милосердия». Программа «Т-4», разработанная Виктором Браком, началась с массовой стерилизации детей, признанных «неспособными» к размножению. Позже программа была распространена на взрослых. К январю 1940 года нацисты создали первые учреждения для массовых убийств. Клиника в Хадамаре, в которой располагалось психиатрическое учреждение, входила в число семи учреждений, предназначенных для реализации программы. Убийства в этой клинике начались в январе 1941 года. За восемь месяцев первого этапа убийств (с января по август 1941 года) 10 072 мужчины, женщины и ребёнка были удушены угарным газом в газовой камере Хадамара. Газ поставлялся в стандартных баллонах химической компанией IG Farben.
Летом 1941 года над Хадамаром клубился густой дым из больничного крематория, персонал отпраздновал кремацию своего 10-тысячного пациента пивом и вином.
Ежедневно в серых автобусах прибывало до 100 человек, которым предлагалось раздеться для «медицинского освидетельствования». При этом освидетельствовании врач, выявлявший у пациента одно из 60 показаний для «эвтаназии» и таким образом признававший его «неизлечимым», отправлял его на «смерть из милосердия». Лейкопластыри разного цвета применялись для деления убийств на три категории:
- убийство;
- убийство и удаление мозга для исследования;
- убийство и извлечение золотых зубов[16].

Семьям убитых отправлялись «утешительные письма» с указаниями фальсифицированных причин смерти. Была предусмотрена возможность запроса погребальной урны.

## Протесты
Несмотря на меры предосторожности, предпринятые для сокрытия программы «Т-4», местному населению хорошо было известно, что происходило в Хадамаре. Люди, доставляемые в больницу Хадамар на поезде или автобусе, бесследно исчезали за высокой оградой участка. Над городом висел густой едкий смог из-за кремации трупов. Согласно письму, отправленному епископом Лимбургской епархии Антониусом Хильфрихом имперскому министру юстиции в августе 1941 года, местные дети дразнили друг друга словами: «Ты не очень умный, ты отправишься в Хадамар и в печи».

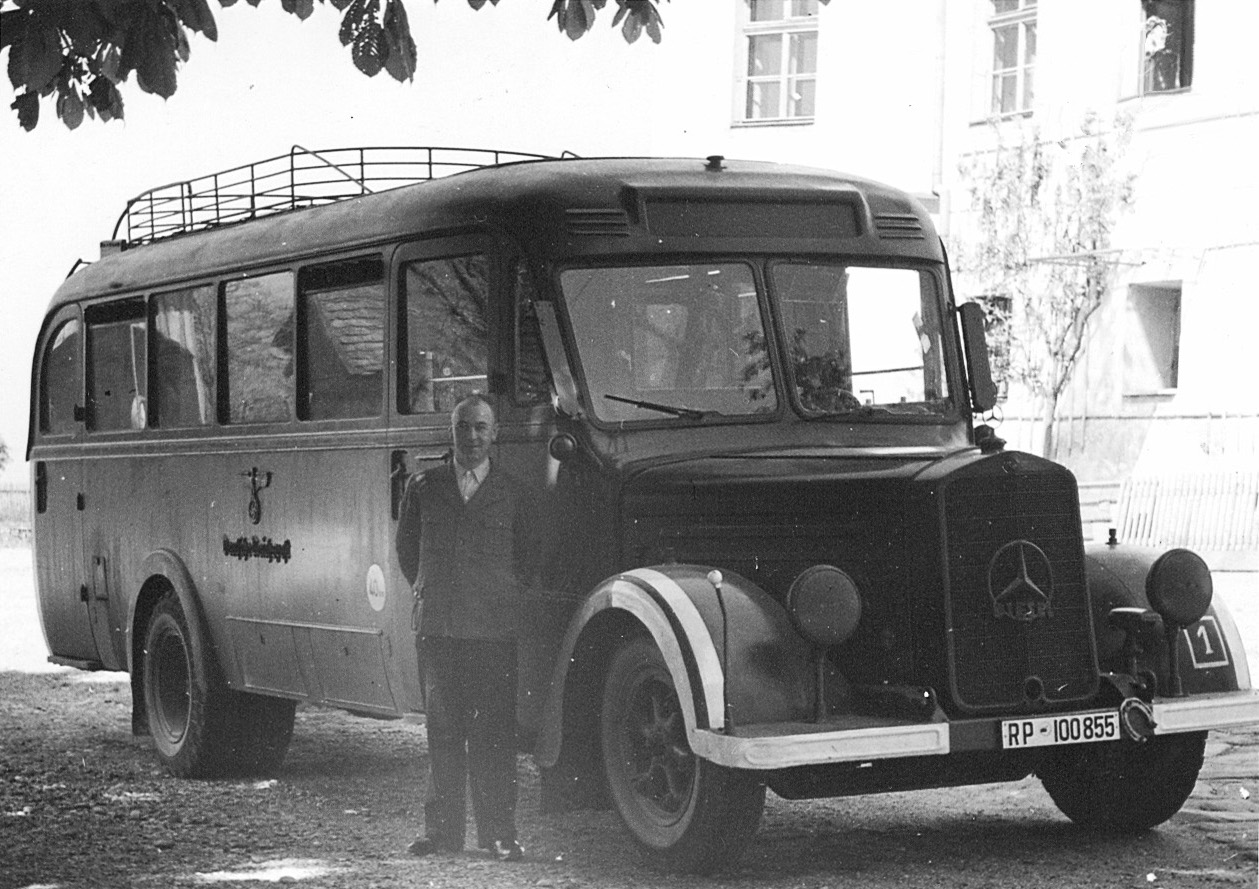
Водитель «серого автобуса» Гекрат

Люди также знали о роли «серых автобусов» в сборе жертв. Опасаясь народных волнений, Гитлер в августе 1941 года официально объявил о прекращении деятельности по «эвтаназии».

## Второй этап программы «Т-4»
Второй этап программы «Т-4» начался после почти годичного перерыва в августе 1942 года и был назван фазой «децентрализованной эвтаназии», так как при массовых убийствах отсутствовала координация из Берлина. Врачи, возглавляемые главным врачом Адольфом Вальманном, и другой персонал во главе с медсестрой Ирмгард Хубер непосредственно убивали таких жертв, как:
- немецкие пациенты-инвалиды[9];
- психически дезориентированные пожилые люди из разбомбленных районов;
- «полуеврейские» дети из социальных учреждений;
- подневольные рабочие с ограниченными физическими и психическими возможностями и их дети;
- психически неизлечимые немецкие солдаты и солдаты войск СС.

Поскольку газовая камера была демонтирована, для убийства применялись передозировка психотропными средствами, преднамеренное пренебрежение и недоедание.
Нацистские учреждения по уничтожению продолжали работать и после окончания войны в Германии (8 мая 1945 года); последней жертвой, убитой в Хадамаре, стал четырёхлетний умственно отсталый мальчик 29 мая 1945 года.
Количество убитых во время второй «децентрализованной» фазы в Хадамаре составило 4500 человек.
26 марта 1945 года 2-я пехотная дивизия США захватила город Хадамар, американскими официальными лицами началось расследование убийств, совершённых в хадамарской больнице.

## Суд

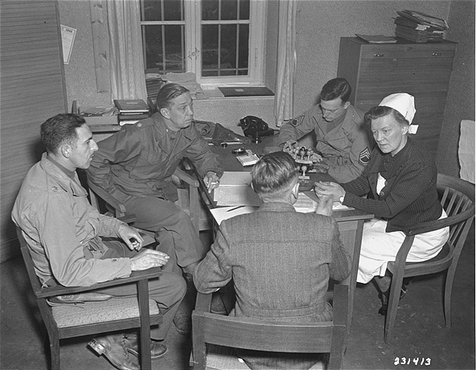
Американские следователи по военным преступлениям допрашивают медсестру Ирмгард Хубер в Институте Хадамара, май 1945 года.

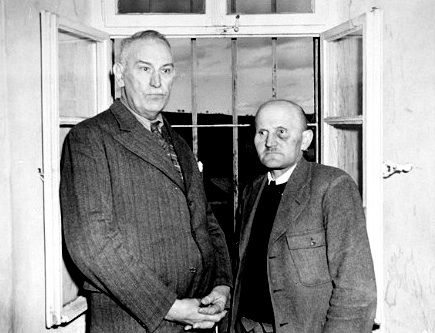
Вальманн с Карлом Виллигам (справа) после их ареста в апреле 1945 года.

Суд над персоналом центра смерти Хадамара, состоявшийся 8—15 октября 1945 года, был первым судебным процессом по делу о массовых зверствах в американской оккупационной зоне Германии после Второй мировой войны. Судебный процесс основывался на классических нарушениях международного права, в основном в связи с убийствами попавших в плен к немцам военнослужащих в последние месяцы войны. Обнаруженный в конце марта 1945 года центр «эвтаназии» Хадамар привлёк широкое внимание в Соединённых Штатах, и многие газеты описали его как «фабрику убийств».
Первоначально американские власти намеревались судить врачей, медсестёр и административный персонал Хадамара, находившихся под стражей, за убийство почти 15 000 немецких пациентов, но у американских властей, согласно международному праву, не было полномочий для суда над гражданами Германии за убийство их сограждан. Поэтому военные чиновники США воспользовались международным правом судить за преступления, совершённые против их собственных военнослужащих и гражданских лиц, а также лиц их союзников на занятых войсками США территориях.
Поскольку гражданские подневольные рабочие, убитые в Хадамаре, были гражданами стран, являющихся союзниками США, американская прокуратура возбудила дело против семи работников Хадамара, связанных с убийствами «восточных рабочих». Подсудимые обвинялись в убийстве 476 советских и польских подневольных рабочих, больных туберкулёзом, в последние месяцы войны.
15 октября 1945 года главный прокурор Соединённых Штатов Леон Яворски (который позже получил известность в 1970-х годах как специальный прокурор Уотергейта) добился обвинительного приговора для всех обвиняемых:
- Главный врач Адольф Вальманн был приговорен к пожизненному заключению с каторжными работами (избежал смертного приговора из-за возраста 70 лет и слабого здоровья)[27].
- Двое административных сотрудников Хадамара были приговорены к 35 и 30 годам каторжных работ соответственно.
- Ирмгард Хубер, медсестра и единственная женщина-подсудимая, получила самый легкий приговор — 25 лет лишения свободы с каторжными работами.
- 14 марта 1946 года были казнены медбратья Кляйн, Руофф и Уиллиг[28].

В декабре 1945 года союзники обнародовали Закон № 10 о Союзном контрольном совете, позволявший гибким обвинениям в «преступлениях против человечности» прикрывать массовые истребления, которые немцы осуществили против евреев, поляков, цыган и других групп населения, что стало основанием для внесения в обвинительный акт Международным военным трибуналом (МВТ) в Нюрнберге .
В начале 1946 года преступления «эвтаназии», подобные преступлениям в Хадамаре, были переданы немецким судам, реконструированным во время американской оккупации. В начале 1947 года немецкий трибунал во Франкфурте судил 25 сотрудников Хадамара, включая ранее осуждённых главного врача Вальманна и старшую медсестру Хубер, за убийство в больнице около 15 000 немецких пациентов. Хотя некоторым были увеличены сроки, всех этих сотрудников освободили в начале 1950-х годов.

## Послевоенное использование больницы
Сегодня на этом месте находится находящиеся в ведении земли Гессен психиатрическая больница Vitos Klinik für Psychiatrie und Psychotherapie Hadamar, а также Мемориальный музей Хадамара, в котором расположены мемориал жертвам и выставка, посвященная массовым убийствам.

## К сведению
Эта статья включает текст из Мемориального музея Холокоста США и опубликована в соответствии с GFDL .